# Стуфчинці
Сту́фчинці — село в Україні, у Лісовогринівецькій сільській територіальній громаді Хмельницького району Хмельницької області. Населення становить 1139 осіб. Працює Стуфчинецька ЗОШ І — ІІІ ступенів.

## Географія
Географічні координати розташування села 49о27’ північної широти та 27о05’ східної довготи. Село знаходиться 12 на північ від обласного центру. Знаходиться в помірному кліматичному поясі, в лісостеповій природній зоні. На території села знаходиться географічний знак, який вказує висоту Подільської височини 370 метрів над рівнем моря.

## Історія
Згідно з переказами старожилів, село спочатку існувало на двох горбах, розділених долиною з кількома річечками. У цій долині у спеку зберігалася прохолода і за це називалося це місце Стуж-долина. Кажуть, що іноді її називали ще і Ступкою, бо розлога западина серед рівнини нагадувала цю посудину. На землеробське поселення насунулася невідома хвороба чума і люди зі страху перейшли жити на горбок, де заснували село.
Із заходу від Стуфчинець на місцині, названій в народі «городище» зареєстровано об'єкт археології — поселення ІІ тис. р. до н. е. доби бронзи.
На південний схід від села в 1,5 км є пам'ятка археології — поселення черняхівської культури — ІІІ — IV ст. н. е. Надалі землі належали польському князю Чорторийському. Він збудував ступи для виготовлення круп і олії. Ступи стояли в районі Панського ставка. Село назвали Ступченцями. Надалі в воєнній картографії село почало називатись Стуфчинці. Село засновано в 1656 р. На північний схід від церкви стояв козацький хрест лицем на південь (в 50-х рр. ХХ ст. зник). За Катерини ІІ село взято під опіку Державної Палати, що звільнило селян від кріпосного права. В 1795 р. проживало 954 чоловіка і 926 жінок. В 1755 р. стараннями священник Андрія Смолянського побудована дерев'яна трьохкупольна церква на честь архістратига Михайла. Архістратиг Михаїл (за переказами) оберігав її під час революційної розрухи, в роки колективізації та голодомору. Церква була збережена, хоч і пограбована. У Другу світову війну Михаїл також захистив: бої пройшли за межами села.
У ХІХ ст. до церкви привезли 2 ікони з гори Афон — цілителя Пантелеймона і Матері Божої Казанської. Про чудотворні властивості ікони Пантелеймона знали далеко за межами села. Жителі стверджують, що і стіни старовинного храму лікують душу і тіло, оберігають село від нещасть.
У 1864 р. була відкрита церковна школа грамоти. В 1875 р. перейменована в Міністерську двохкласну народну школу. В 1897 р. в приході відкрита школа грамоти для дівчат.
Серед священників особливо запам'ятався жителям села Василь Осановський, який служив у церкві з 1911 по 1920 рр. Ця людина мала Божий дар, міг управляти природними явищами (молитвами викликав під час посухи дощі).
Хоч як не було скрутно, церква давала поштовх розвитку села.
У 1929 році, під час примусової колективізації, в селі створено колгосп імені «12 річчя Жовтня».
Пережило село і Голодомор 1933 р. Зі слів старожилів від голоду у селі загинуло близько 300 осіб, траплялися випадки канібалізму.
Стуфчинці були окуповані німцями 12 липня 1941 р. і звільнені 25 березня 1944 р. В період окупації в селі діяла підпільна група. За цей період до Німеччини було вивезено 142 особи. При звільненні села загинуло 60 осіб. На фронтах війни загинуло 138 земляків.
У післявоєнний час репресій зазнало 44 чоловіка. Серед них директор школи Березюк Г. Й. Реабілітований у 1995 році.
У 1960 р. було побудовано корівник на 100 голів. Також у цьому році було закінчено електрифікацію села.
У 1965 р. розпочато будівництво шосейної дороги до села від центральної траси протяжністю 2,4 км.
У 1969 р. колгосп приєднано до радгоспу «Хмельницький» і спеціалізація села визначилась на вирощуванні плодово-ягідних культур. В 1976 р. було побудовано нову двоповерхову школу. Згодом було побудовано магазини меблевий, продтоварів, культтоварів і приміщення сільського споживчого товариства.
Радгосп «Хмельницький» проіснував до 1988 р.
ХХІ століття постало новими випробуваннями для українців — війна на Донбасі зі східним сусідом — Росією. Не залишилися осторонь цієї події жителі села. 18 осіб брали участь у боях на Сході. Жителі села підтримували бійців морально, матеріально. На території школи діє єдиний музей бойової слави, незмінним керівником якого залишається Танєвський Володимир Йосипович — вчитель місцевої школи. З 2007 року щорічно під керівництвом Бодрова Андрія Володимировича — офіцера у відставці, вчителя місцевої школи незмінно діє військово — патріотичний, наметовий туристсько — краєзнавчий табір «Патріот» для учнівської молоді.

## Населення

### Мова
Розподіл населення за рідною мовою за даними перепису 2001 року:
| Мова            | Кількість | Відсоток |
| --------------- | --------- | -------- |
| українська      | 1025      | 98.27%   |
| російська       | 16        | 1.53%    |
| румунська       | 1         | 0.10%    |
| інші/не вказали | 1         | 0.10%    |
| Усього          | 1043      | 100%     |

## Галерея

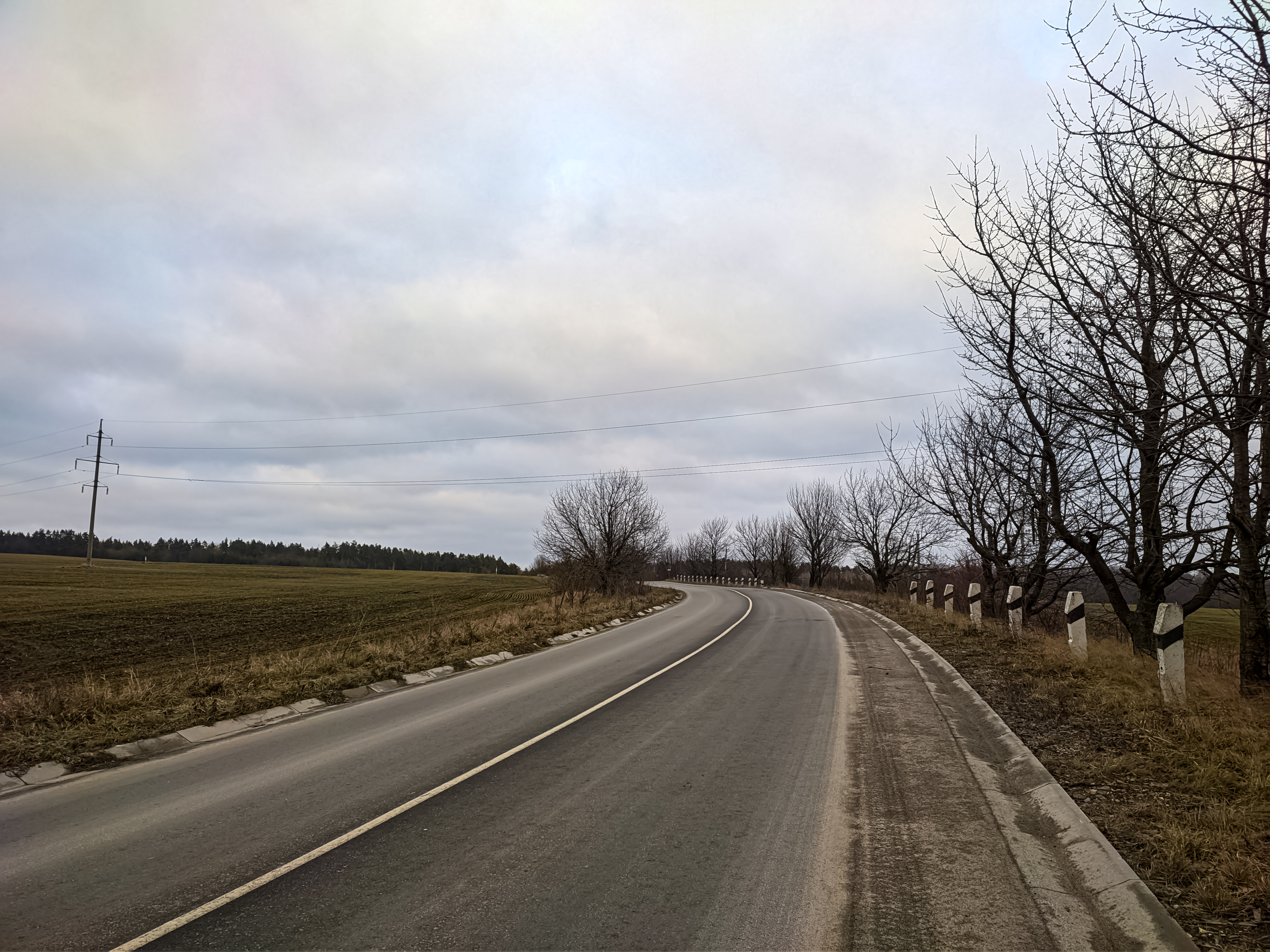
Дорога на село
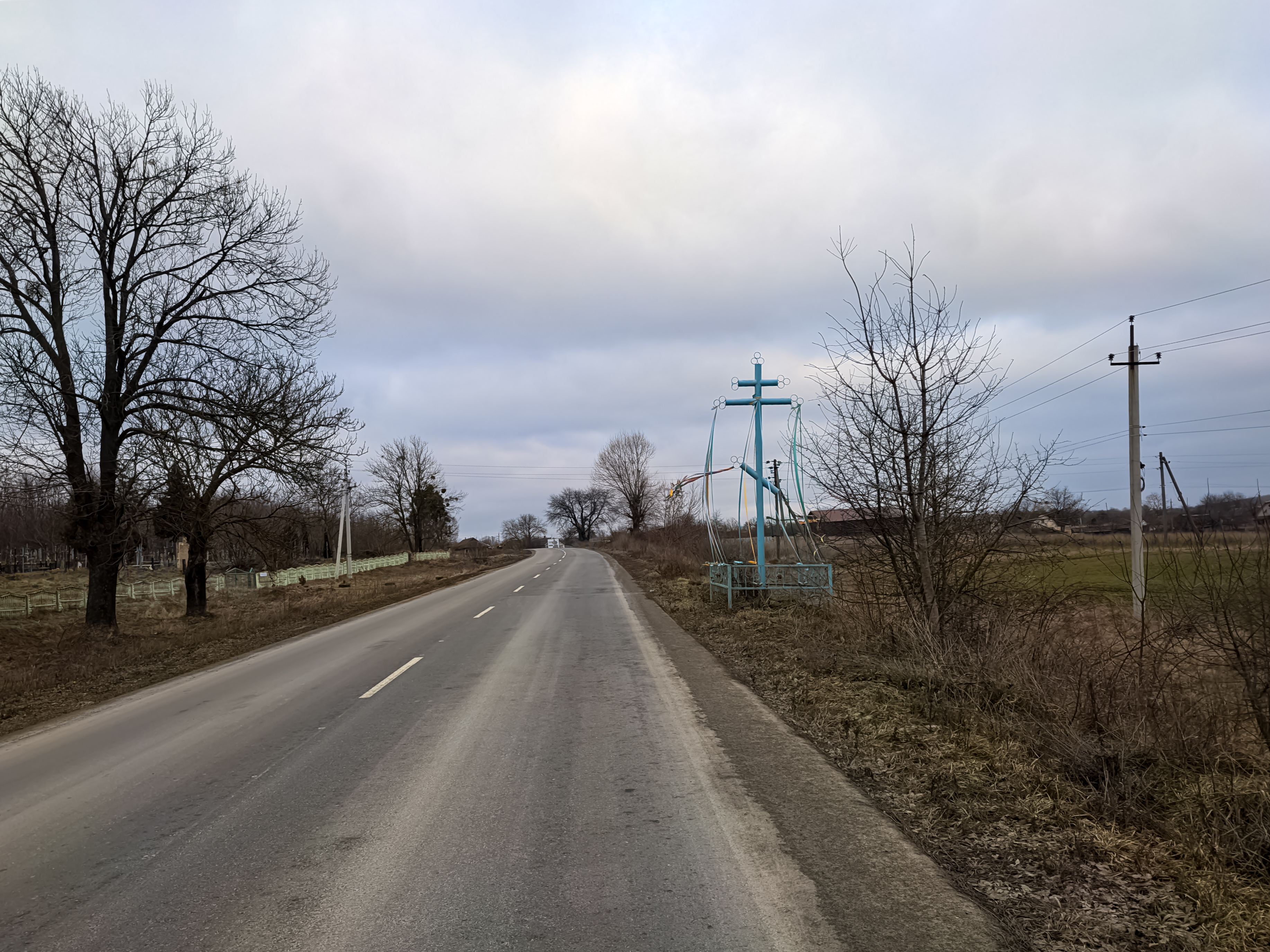
В'їзд в Стуфчинці
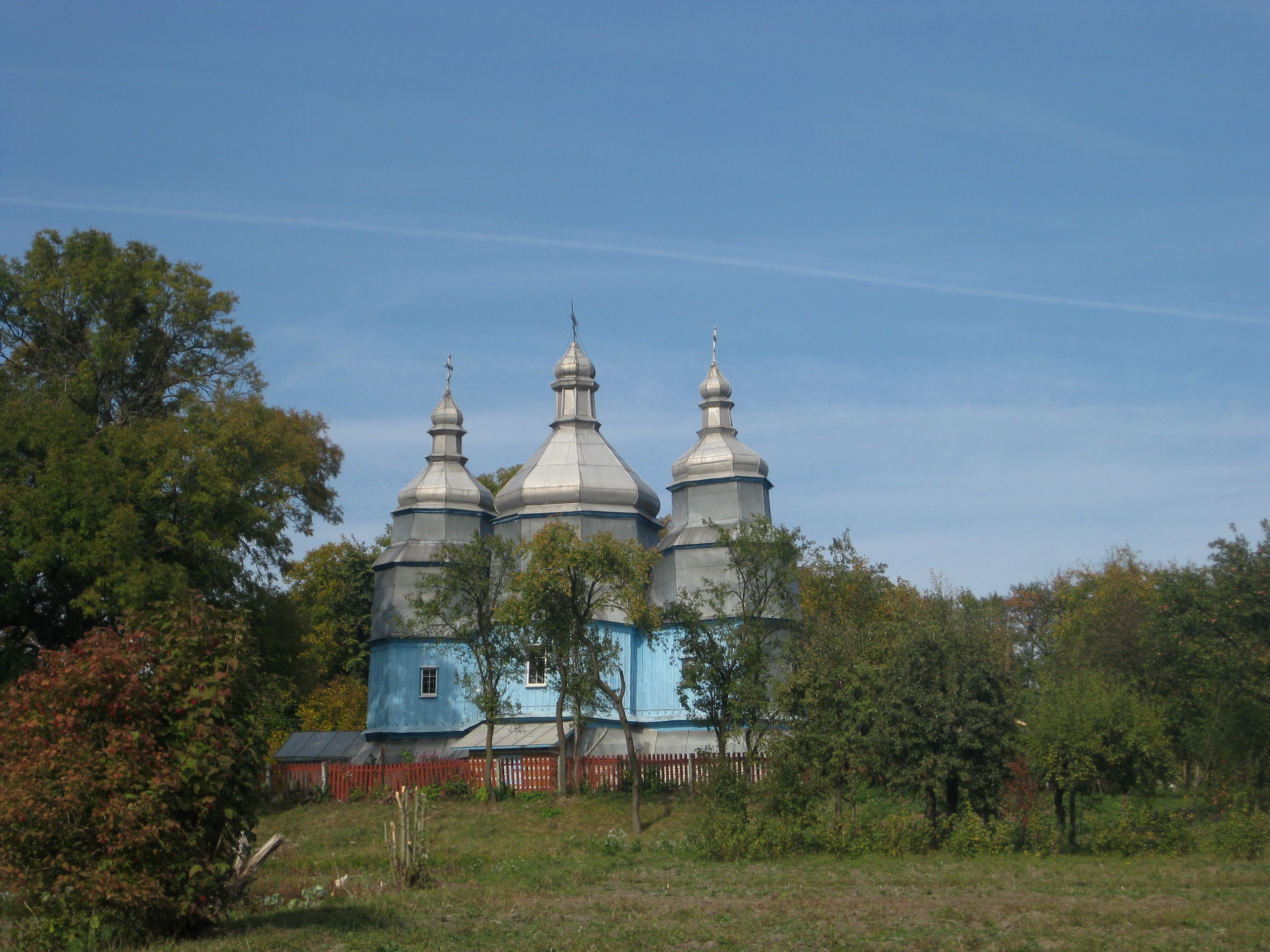
Михайлівська церква
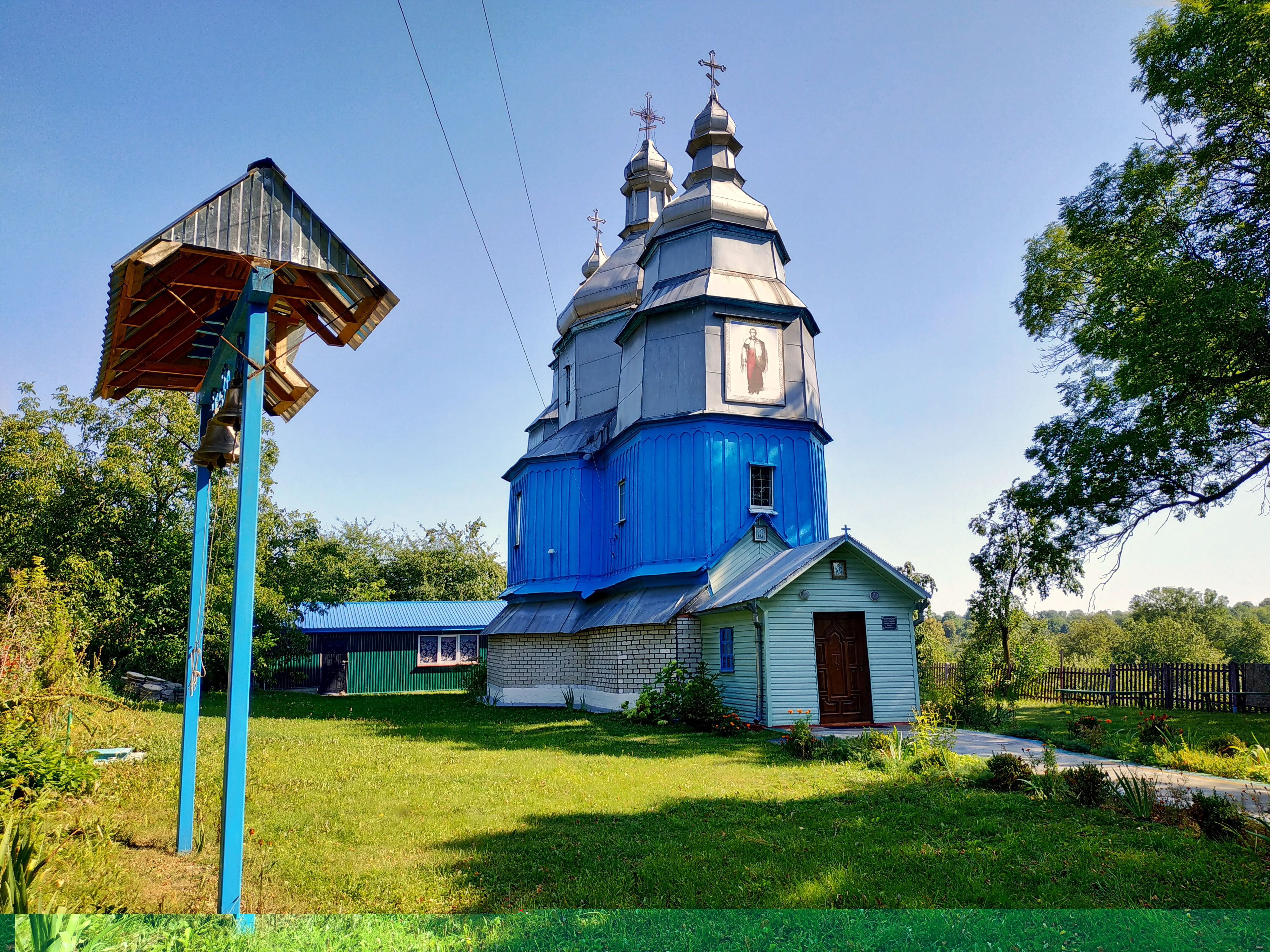
Михайлівська церква
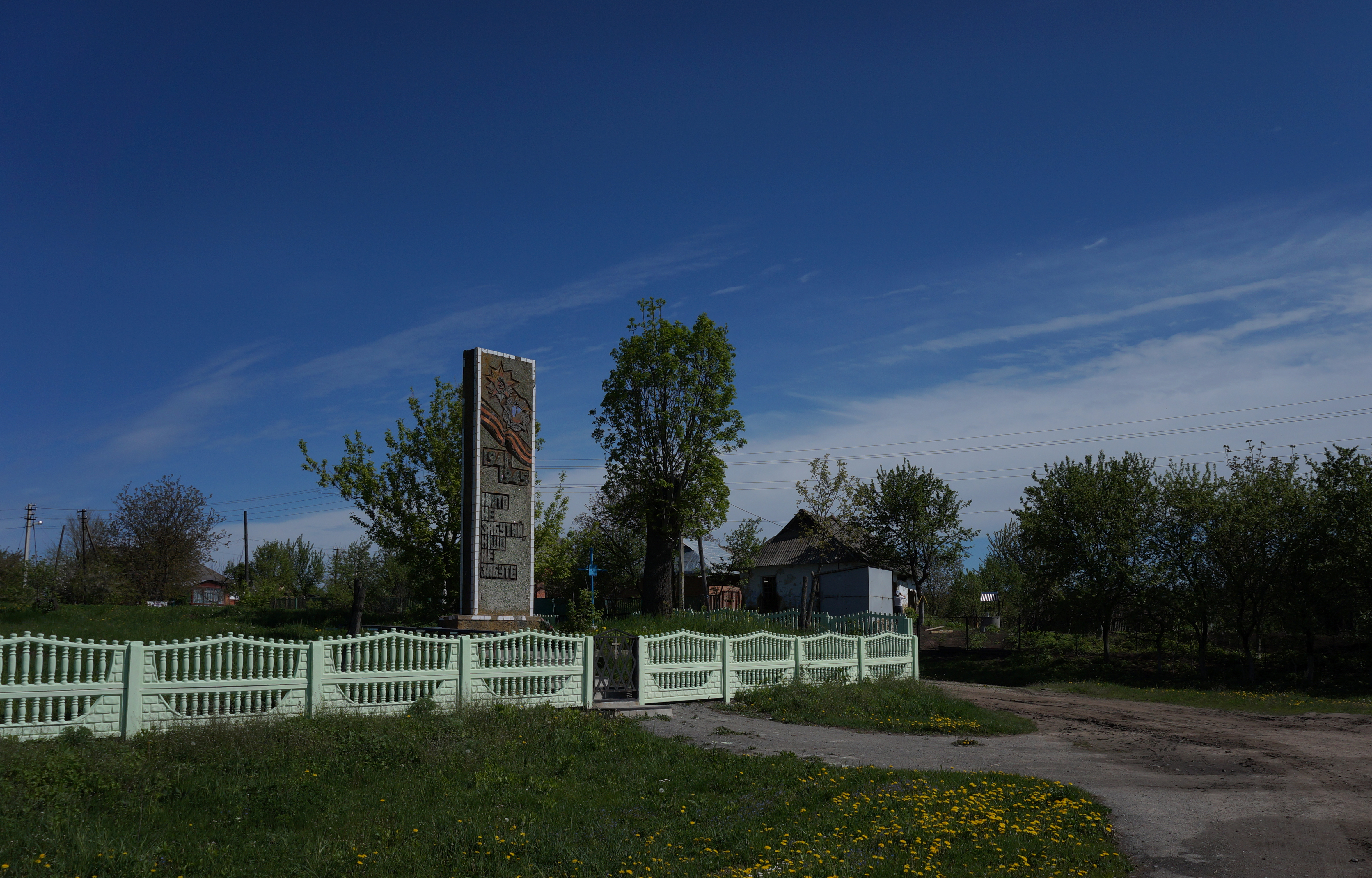
Братська могила на кладовищі
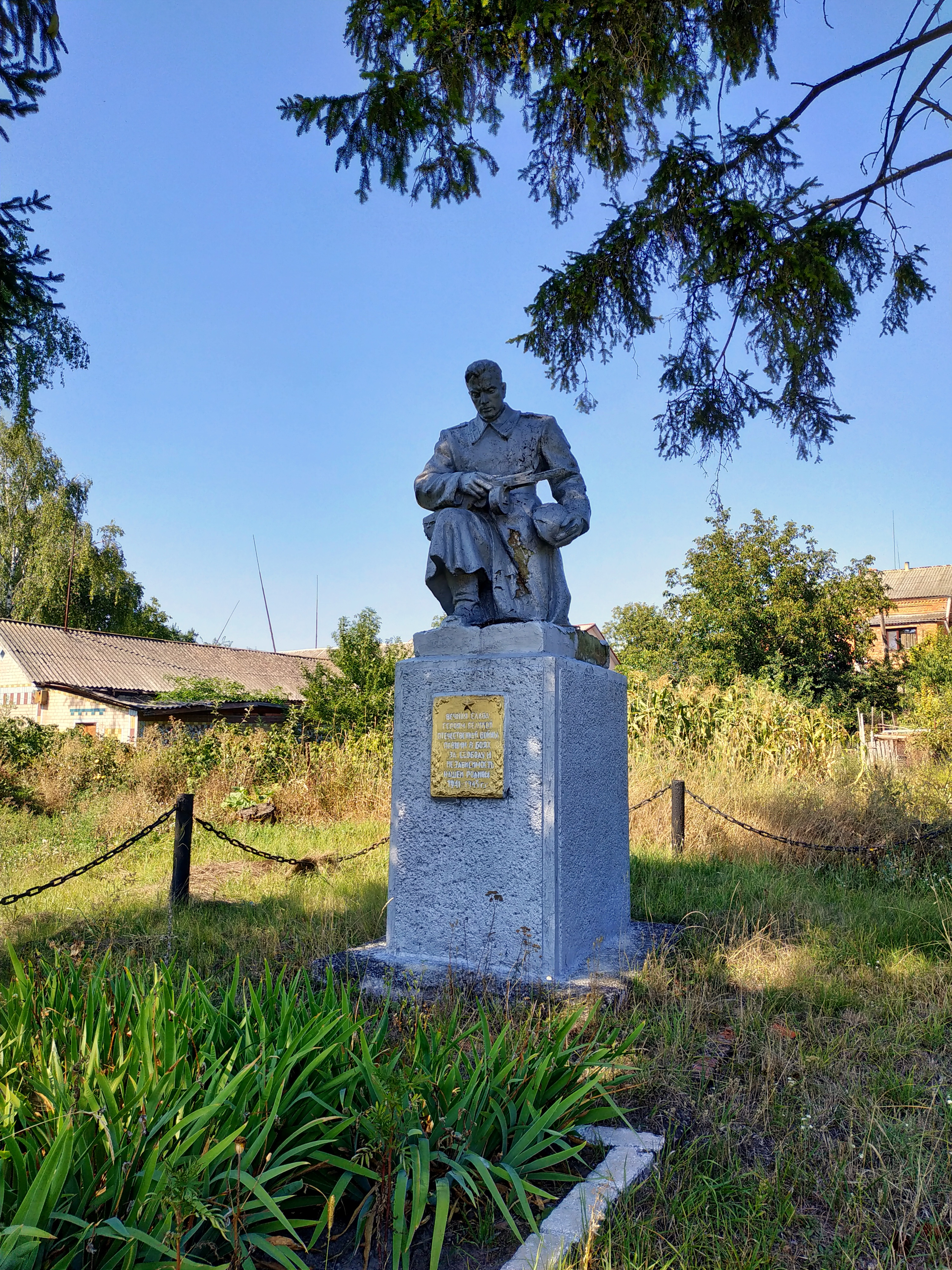
Братська могила радянських воїнів в центрі села
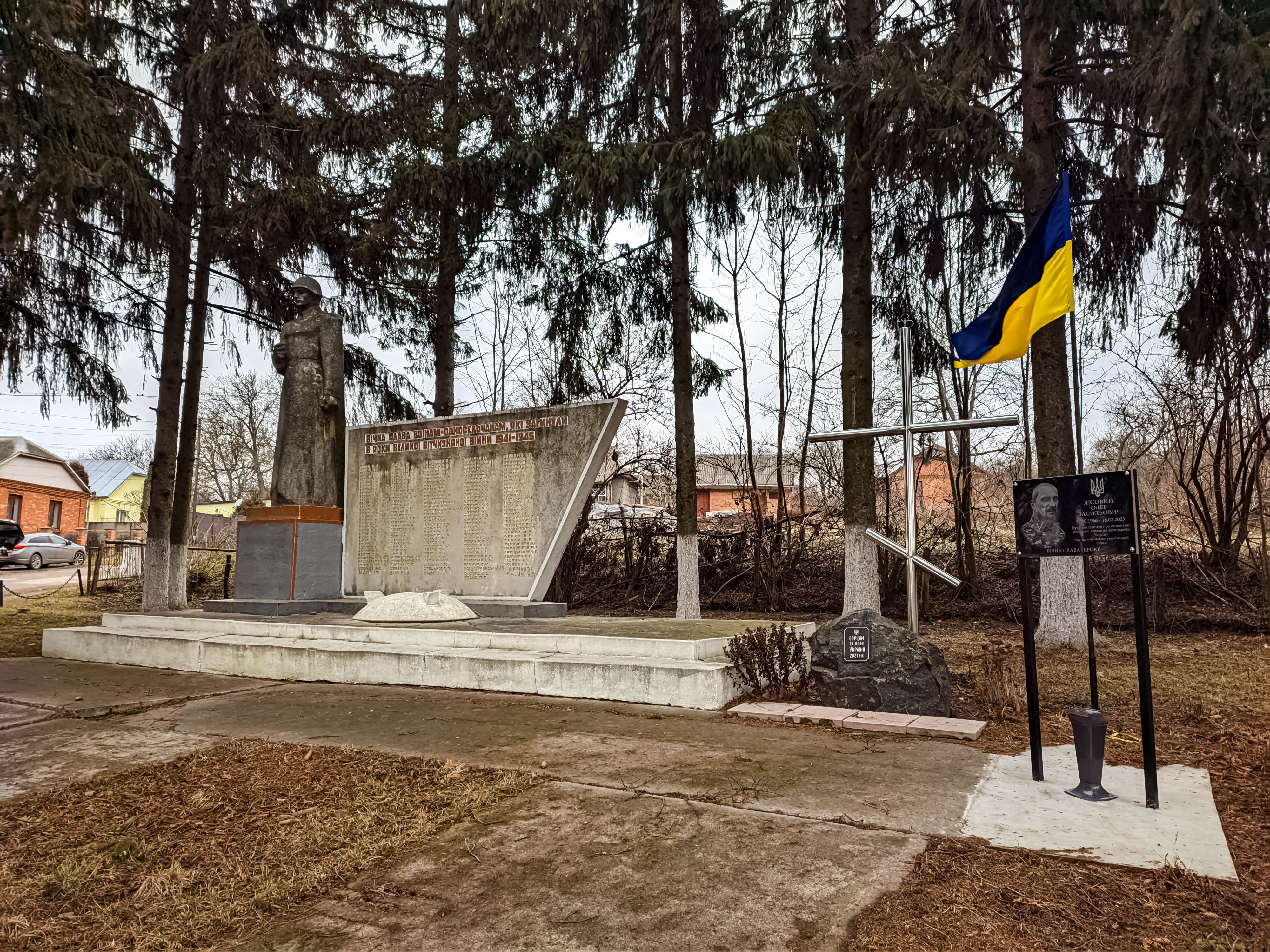
Пам'ятники воїнам-односельчанам Другої світової та російсько-української воєн.
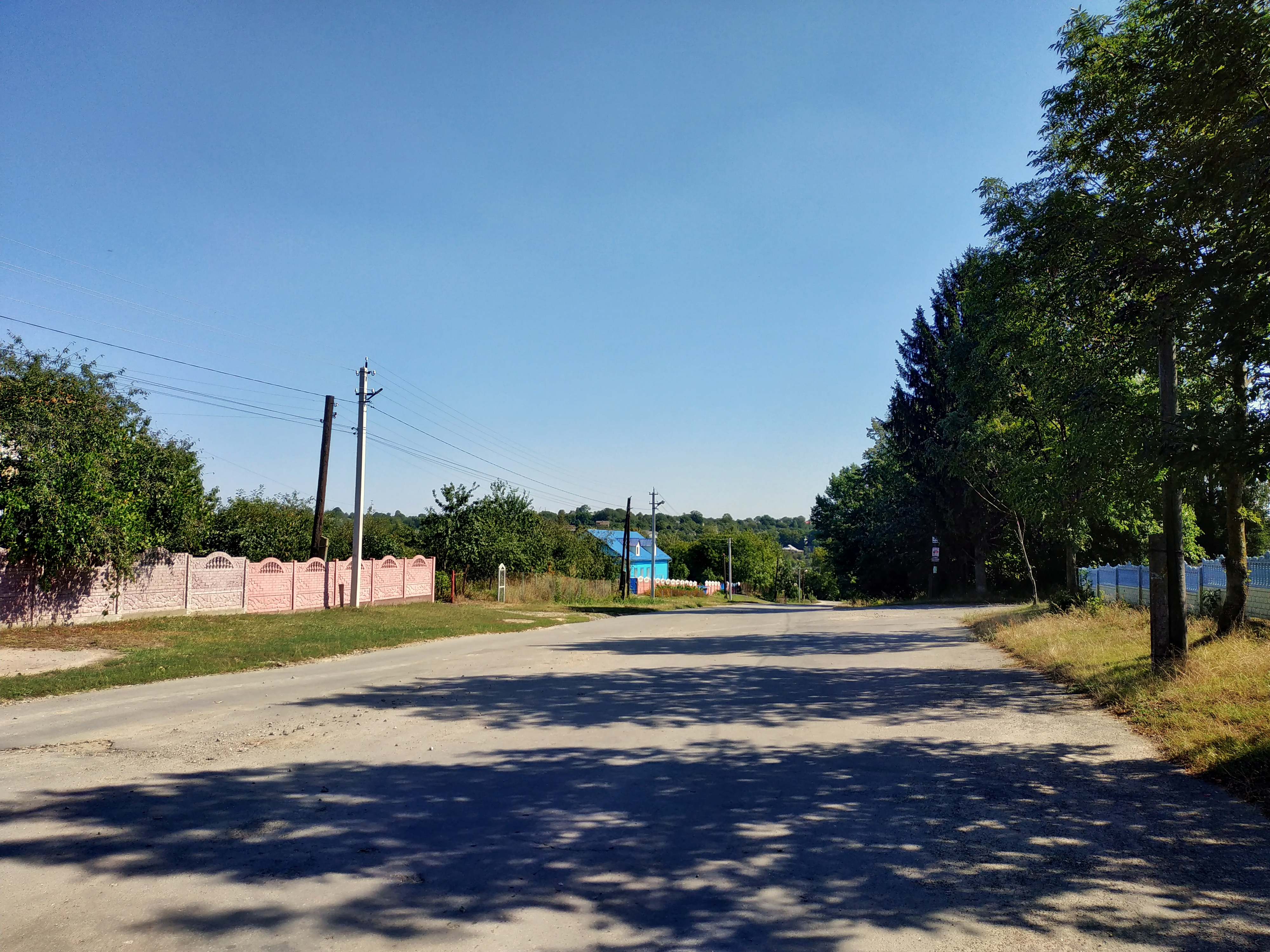
Вулиця Шевченка - головна вулиця села
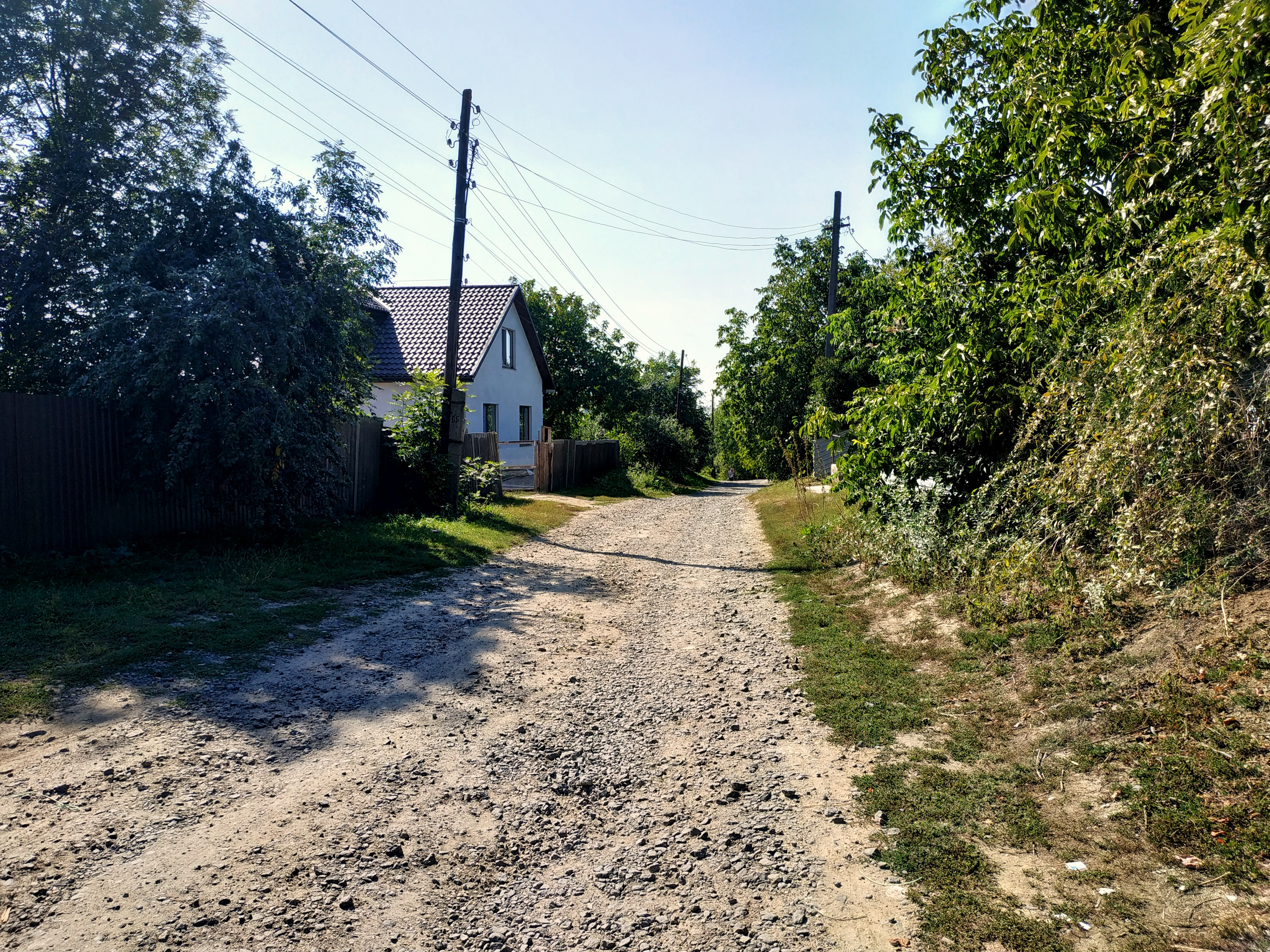
Вулиця Лесі Українки
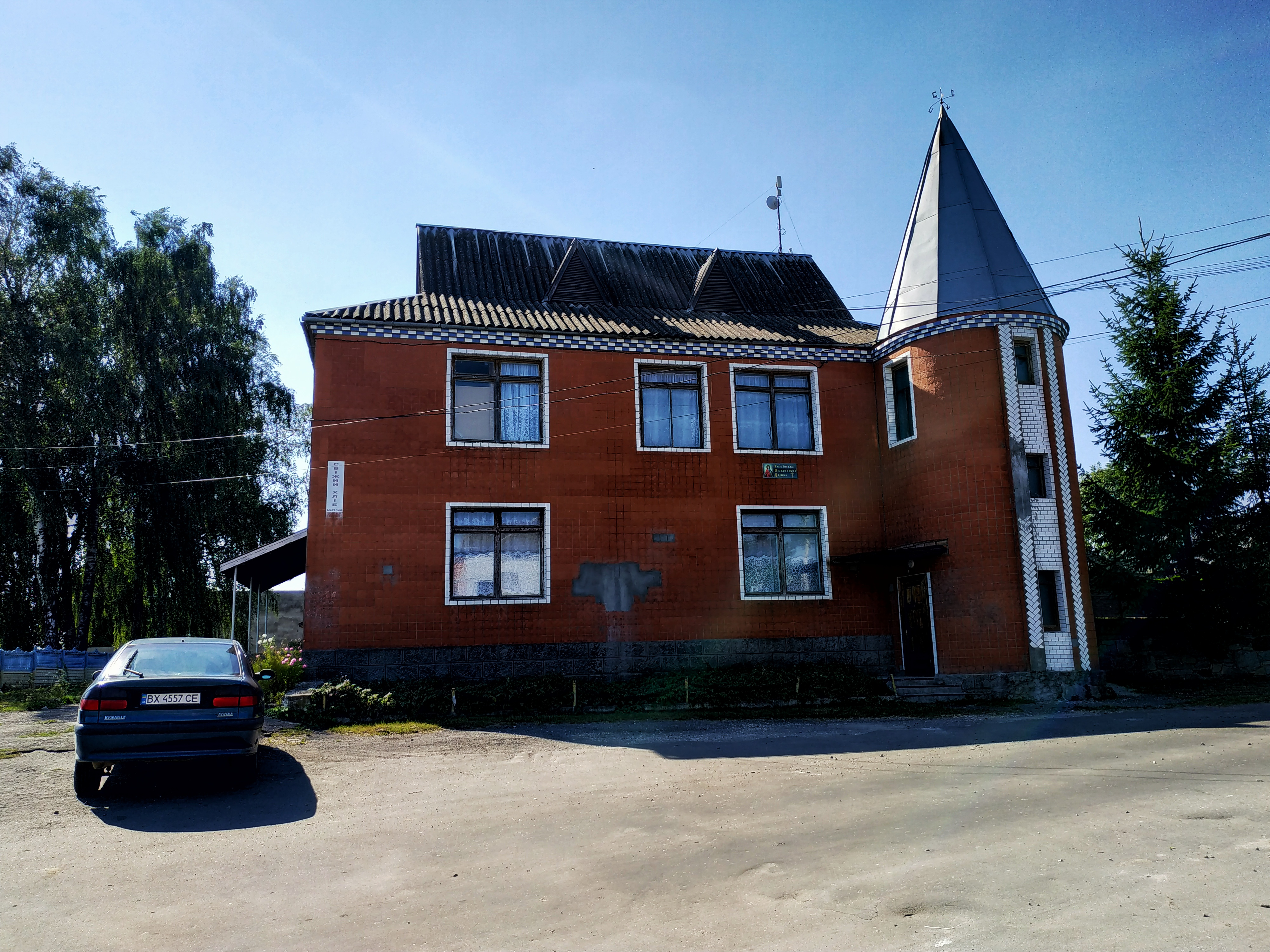
Будинок в центрі села
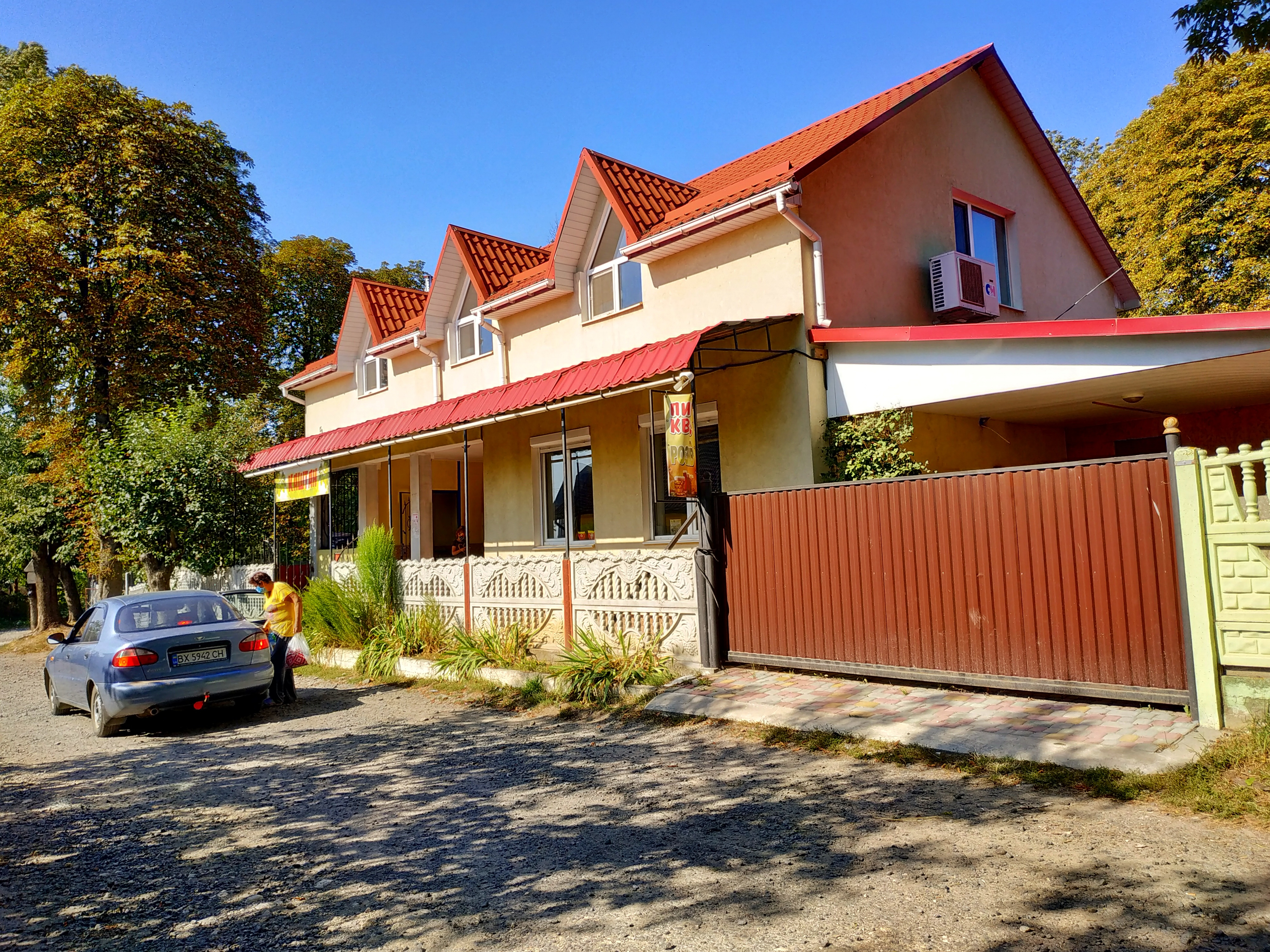
Магазин
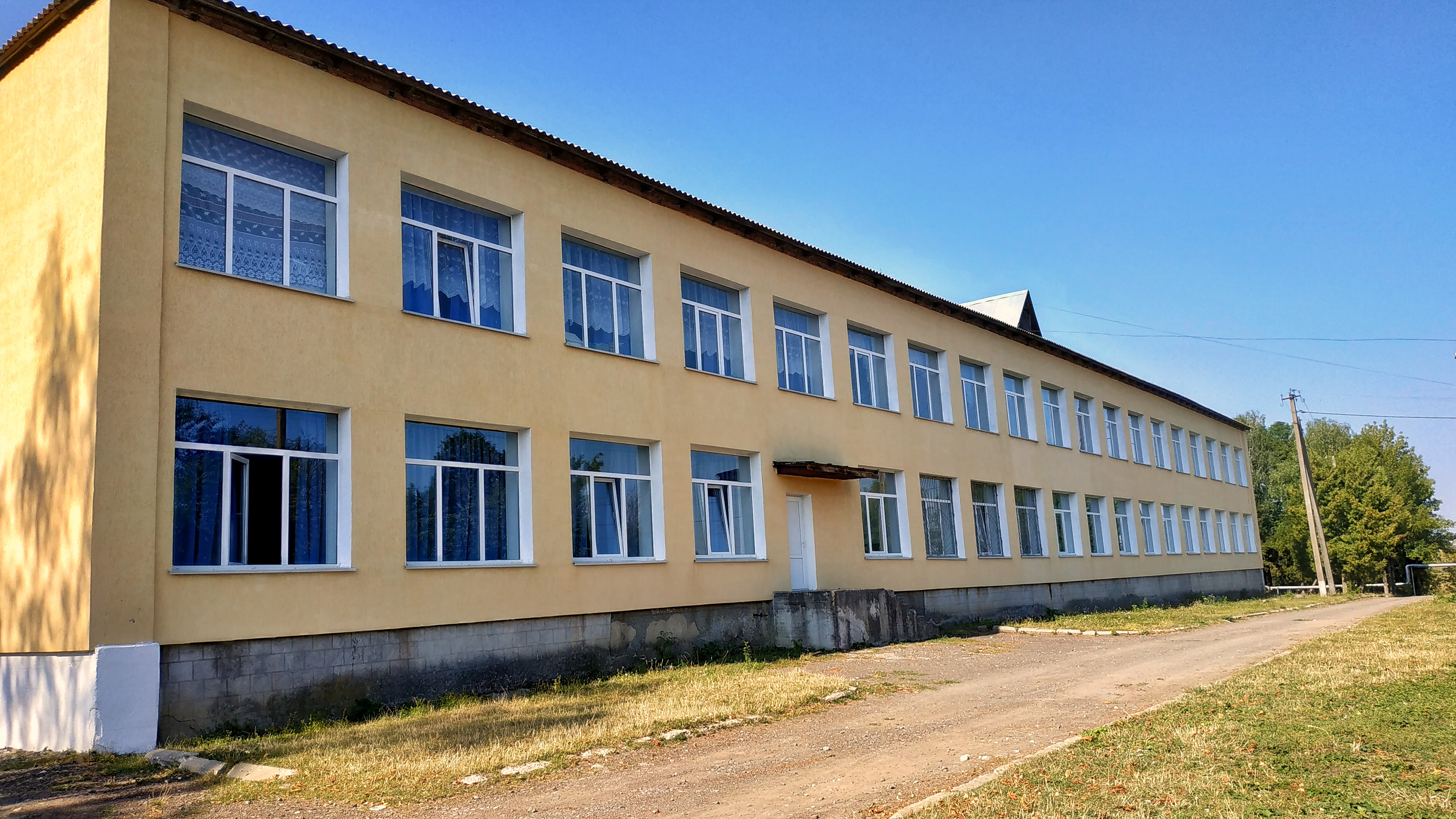
Стуфчинецька школа
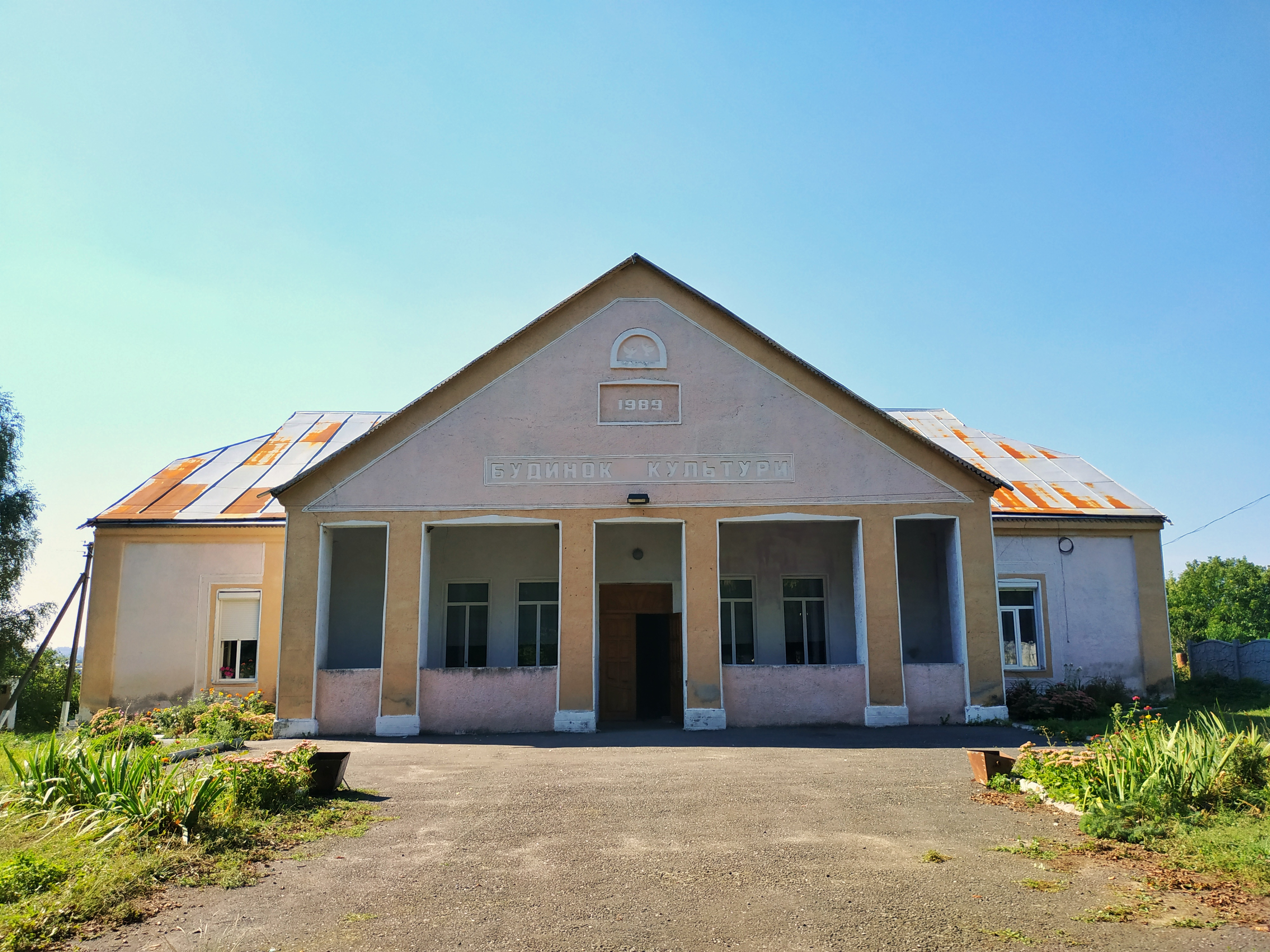
Будинок культури
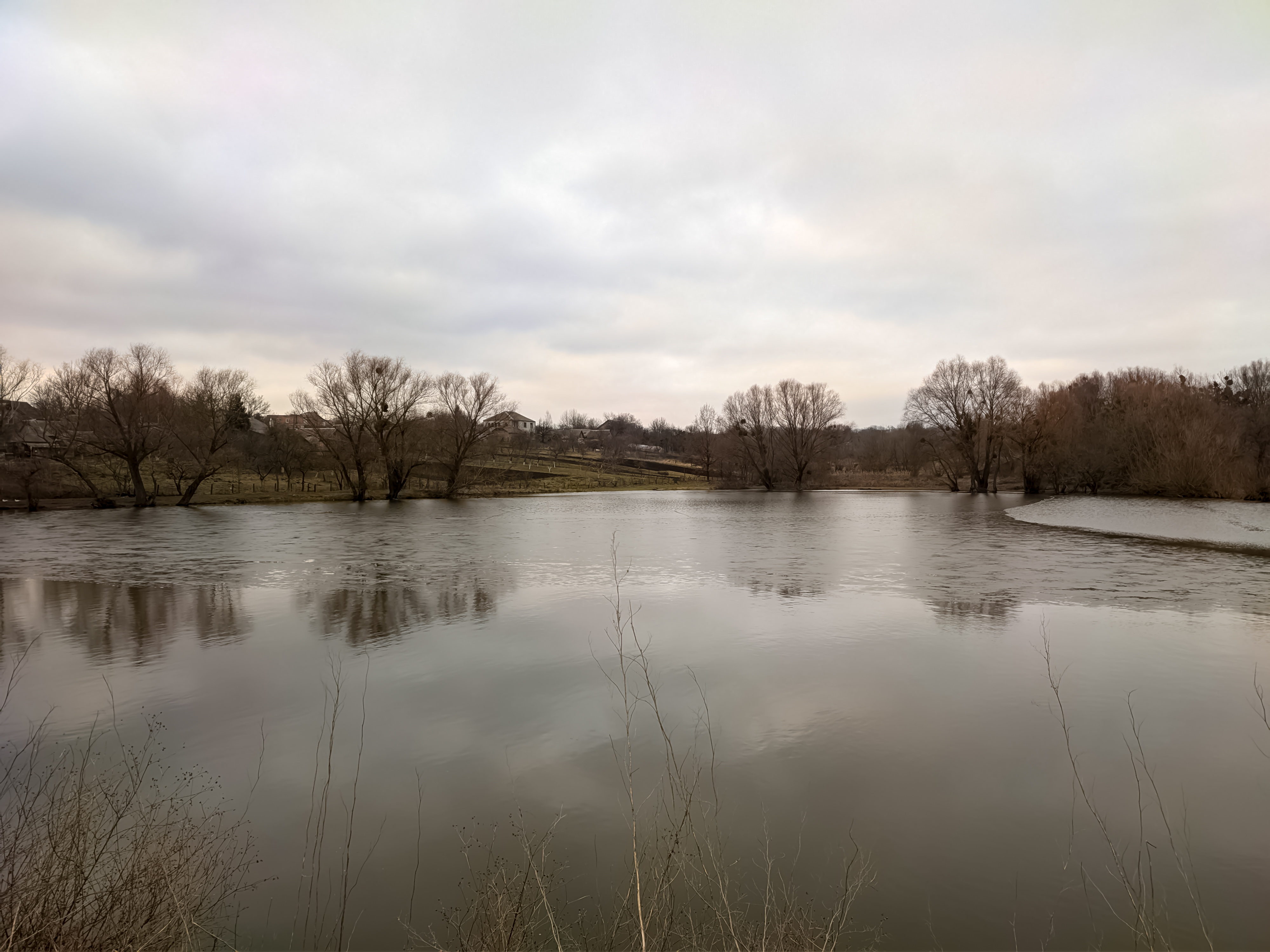
Ставок в центрі села
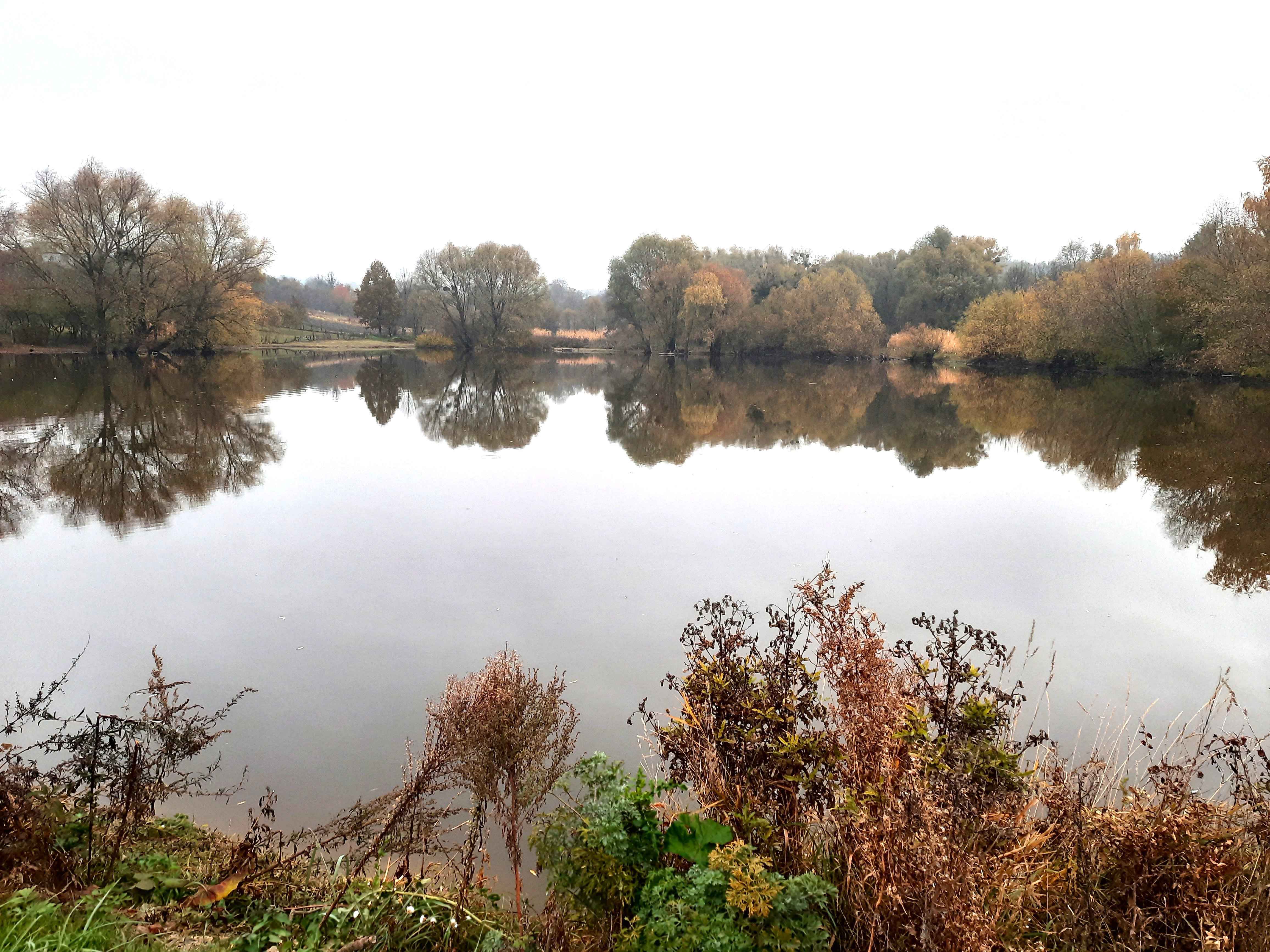
Ставок біля села

## Відомі уродженці
- Ґудзь Павло Данилович — заслужений діяч науки РРФСР, доктор військових наук, професор.